# Kakoxen
Kakoxen ist ein eher selten vorkommendes Mineral aus der Mineralklasse der „Phosphate, Arsenate und Vanadate“ mit der chemischen Zusammensetzung Fe3+24AlO6(PO4)17(OH)12·75H2O und damit chemisch gesehen ein wasserhaltiges Eisen-Aluminium-Phosphat mit zusätzlichen Sauerstoff- und Hydroxidionen.
Kakoxen kristallisiert im hexagonalen Kristallsystem und entwickelt nadelige bis faserige, oft radialstrahlige Mineral-Aggregate und krustige Überzüge von hellgelber bis bräunlichgelber oder oranger Farbe.

## Etymologie und Geschichte
Erstmals gefunden wurde Kakoxen 1825 in der „Grube Hrbek“ bei St. Benigna (Svatá Dobrotivá)/Beroun in Tschechien und beschrieben durch J. Steinmann, der das Mineral nach den altgriechischen Worten κăκός für „schlecht“ und ξένος für „Gast“, zusammengesetzt also „schlechter Gast“ aufgrund der Tatsache, dass mit Kakoxen vermengte Eisenerze und das daraus erzeugte Roheisen durch den erhöhenden Phosphorgehalt von schlechterer Qualität waren.

## Klassifikation
Bereits in der veralteten 8. Auflage der Mineralsystematik nach Strunz gehörte der Kakoxen zur Mineralklasse der „Phosphate, Arsenate und Vanadate“ und dort zur Abteilung „Wasserhaltige Phosphate, Arsenate und Vanadate mit fremden Anionen“, wo er zusammen mit Beraunit, Bermanit, Destinezit, Diadochit, Ganomatit (Q), Kryzhanovskit, Pitticit, Strunzit und Tinticit die „Strunzit-Beraunit-Gruppe“ mit der System-Nr. VII/D.05 bildete.
Im zuletzt 2018 überarbeiteten und aktualisierten Lapis-Mineralienverzeichnis nach Stefan Weiß, das sich aus Rücksicht auf private Sammler und institutionelle Sammlungen noch nach dieser alten Form der Systematik von Karl Hugo Strunz richtet, erhielt das Mineral die System- und Mineral-Nr. VII/D.11-050. In der „Lapis-Systematik“ entspricht dies ebenfalls der Abteilung „Wasserhaltige Phosphate, mit fremden Anionen“, wo Kakoxen zusammen mit Beraunit, Bermanit, Burangait, Dufrénit, Ercitit, Ferristrunzit, Ferrostrunzit, Gayit, Gormanit, Kamarizait, Kayrobertsonit, Kidwellit, Matioliit, Metavivianit, Meurigit-K, Meurigit-Na, Natrodufrénit, Phosphofibrit, Souzalith, Strunzit, Tinticit, Zincoberaunit und Zincostrunzit sowie den inzwischen diskreditierten Mineralen Eleonorit und Laubmannit eine eigenständige, aber unbenannte Gruppe bildet.
Auch die von der International Mineralogical Association (IMA) zuletzt 2009 aktualisierte 9. Auflage der Strunz’schen Mineralsystematik ordnet den Kakoxen ebenfalls in die Abteilung der „Phosphate usw. mit zusätzlichen Anionen; mit H2O“ ein. Diese ist allerdings weiter unterteilt nach , so dass das Mineral entsprechend seiner Zusammensetzung in der Unterabteilung „Mit ausschließlich mittelgroßen Kationen; (OH usw.) : RO4 = 1 : 1 und < 2 : 1“ zu finden ist, wo es als einziges Mitglied die unbenannte Gruppe 8.DC.40 bildet.
Die vorwiegend im englischen Sprachraum gebräuchliche Systematik der Minerale nach Dana ordnet den Kakoxen ebenfalls in die Klasse der „Phosphate, Arsenate und Vanadate“ und dort in die Abteilung der „Wasserhaltige Phosphate etc., mit Hydroxyl oder Halogen“ ein. Hier ist er als einziges Mitglied in der unbenannten Gruppe 42.13.05 innerhalb der Unterabteilung „Wasserhaltige Phosphate etc., mit Hydroxyl oder Halogen“ zu finden.

## Kristallstruktur
Kakoxen kristallisiert in der hexagonalen Raumgruppe P63/m (Raumgruppen-Nr. 176) mit den Gitterparametern a = 27.559 Å und c = 10.550 Å sowie zwei Formeleinheiten pro Elementarzelle.

## Bildung und Fundorte

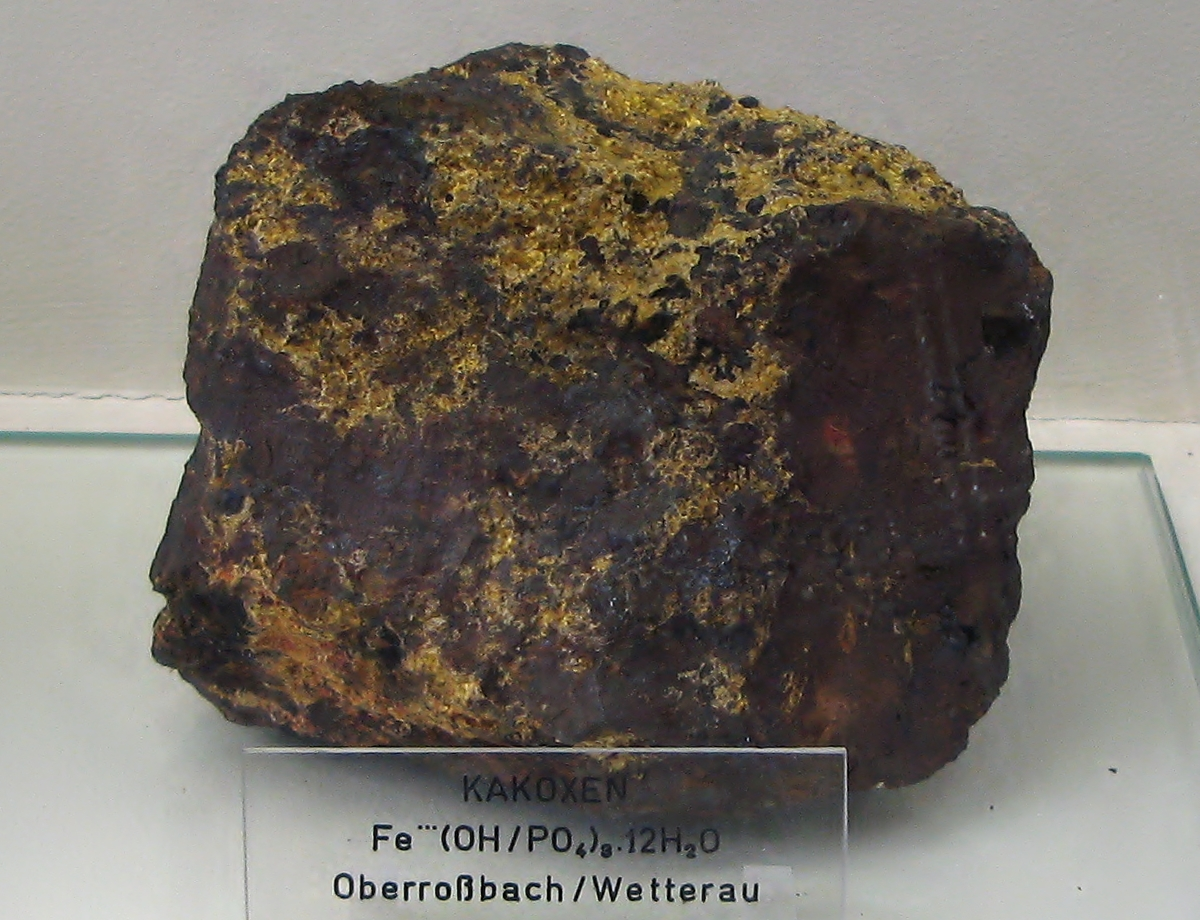
Kakoxen als krustiger Überzug aus Oberroßbach, Wetterau, Deutschland

Kakoxen bildet sich durch hydrothermale Vorgänge in Klüften von sedimentären Eisenerzen, aber auch als Sekundärmineral durch Verwitterung primärer Phosphatminerale in granitischen Pegmatiten. Begleitminerale sind unter anderem Beraunit, Dufrénit, Magnetit, Rockbridgeit, Strengit und Wavellit.
Bisher konnte Kakoxen an gut 220 Fundorten nachgewiesen werden (Stand: 2009), so unter anderem in New South Wales, Queensland, South Australia und Victoria in Australien; Hennegau, Lüttich, Luxemburg und Namur in Belgien; Galiléia/Minas Gerais in Brasilien; in den Rhodopen in Bulgarien; in mehreren Regionen von Deutschland (z. B. im Material mehrerer Brauneisensteingruben im Lahngebiet) und Frankreich; England und Wales in Großbritannien; im County Limerick von Irland; Piemont und Sardinien in Italien; auf Honshū in Japan; im Hochland von Adamaua in Kamerun; im kanadischen Ontario; Durango in Mexiko; in der Region Erongo im Westen von Namibia; Salzburg und Steiermark in Österreich; in den portugiesischen Distrikten Évora, Guarda, Viana do Castelo und Viseu; Lappland in Schweden; Banská Bystrica in der Slowakei; in mehreren Regionen Spaniens; Böhmen und Mähren in Tschechien; im ungarischen Komitat Borsod-Abaúj-Zemplén; im Departamento Artigas in Uruguay; sowie in vielen Regionen der USA.